# Alexander Cummings

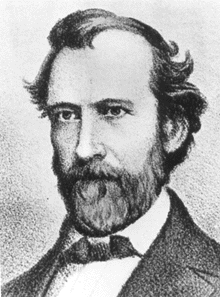
Alexander Cummings

Alexander Cummings (* 17. November 1810 in Williamsport, Pennsylvania; † 16. Juli 1879 in Ottawa, Kanada) war ein US-amerikanischer Politiker (Republikanische Partei) und von 1865 bis 1867 der dritte Gouverneur des Colorado-Territoriums.

## Frühe Jahre und Aufstieg
In seinen jungen Jahren war Cummings im Zeitungsgeschäft tätig. Er gründete die Zeitungen „Philadelphia Evening Bulletin“ und „The New York World“. Zu Beginn des Bürgerkrieges wurde Cummings im Beschaffungsamt des US-Kriegsministeriums eingestellt. Dort kam es bei seinen Einkäufen zu Unregelmäßigkeiten, bei denen zwei Millionen Dollar veruntreut wurden; eine Untersuchungskommission des Kongresses stellte danach fest, dass er für diese Stelle ungeeignet und zu eigennützig war. Danach stellte Cummings in Pennsylvania eine Freiwilligeneinheit auf. Im Februar 1864 wurde er Aufseher über Truppen in Arkansas, die aus schwarzen Soldaten bestanden. Dafür wurde er später von Präsident Andrew Johnson zum Brevet-Brigadegeneral befördert.

## Territorialgouverneur von Colorado
Am 17. Oktober 1865 ernannte ihn Präsident Johnson zum neuen Territorialgouverneur in Colorado. Damit wurde er Nachfolger von John Evans, der wegen des Sand-Creek-Massakers abberufen worden war. Bereits in diesen Tagen gab es in dem Gebiet eine Bewegung, die den Beitritt Colorados als Bundesstaat in die USA wünschte. Cummings war ein Gegner dieser Bestrebungen. Als der Gouverneur auf einer Inspektionsreise war, trafen sich die Anhänger des Beitritts in der Stadt Golden, um ein Parlament und einen Gouverneur zu wählen sowie eine Verfassung zu erarbeiten. Da der Gouverneur entschieden dagegen war, kam es zu Spannungen zwischen seinen den Anhängern und jenen, die den Status eines US-Bundesstaates anstrebten. Das Ansinnen der Beitrittswilligen wurde schließlich von Präsident Johnson abgelehnt, weil der Verfassungsentwurf für die Bundesregierung nicht akzeptabel war.
Ein weiterer Streitpunkt in Cummings’ Amtszeit betraf das Siegel des Territoriums. Dabei ging es um die Frage, wer der Siegelbewahrer sein sollte. Dann kam es bei den Kongresswahlen des Jahres 1866 in Colorado zu Auseinandersetzungen. Dabei stritten zwei Kandidaten, die in der Frage des Beitritts zu den Vereinigten Staaten in verschiedenen Lagern standen. Cummings erklärte seinen Parteigänger zum Sieger, während der Wahlausschuss dessen Gegenkandidaten als Sieger ansah. Das Problem wurde dann in Washington entschieden. George M. Chilcott, der den Beitritt des Territoriums zur Union unterstützte, erhielt den Sitz im Kongress; sein Gegner Alexander Cameron Hunt wurde am 24. April 1867 zum Nachfolger von Cummings als Territorialgouverneur ernannt.

## Weiterer Lebenslauf
Nach seiner Gouverneurszeit wurde Cummings Leiter der Steuerbehörde im Vierten Steuerbezirk von Pennsylvania. Später wurde er zum amerikanischen Konsul für Hawaiʻi ernannt. Er starb im Juni 1879 im kanadischen Ottawa, wo er sich in seiner Eigenschaft als Konsul dienstlich aufgehalten hatte.